# Jells Park
Jells Park är en park i Australien. Den ligger i kommunen Monash och delstaten Victoria, omkring 23 kilometer sydost om delstatshuvudstaden Melbourne.
Runt Jells Park är det tätbefolkat, med 819 invånare per kvadratkilometer.. Närmaste större samhälle är Mulgrave, nära Jells Park.
Runt Jells Park är det i huvudsak tätbebyggt. Genomsnittlig årsnederbörd är 1 244 millimeter. Den regnigaste månaden är juli, med i genomsnitt 140 mm nederbörd, och den torraste är januari, med 49 mm nederbörd.